# Augustin Kujundžić
Augustin Kujundžić - Ago (Imotski, 4. srpnja 1955.), hrvatski pjesnik, romanopisac, kantautor, glazbenik, slikar i kipar iz Grubina

## Životopis
Rodio se je godine u Imotskom. Živi u Grubinama. Svira rock glazbu na svoje stihove koje je sam uglazbio. Objavio je nekoliko albuma. Bavi se i slikarstvom i kiparstvom. Djela je izlagao na više izložaba. Otac hrvatskog kipara Stipana Kujundžića. Surađuje za imotske portale kao novinar i fotograf.
Suautor je teksta i glazbe pjesme posvećene splitskom Hajduku Sinovi bile boje, koje je napisao zajedno s Zoranom Bašićem. Pjesmu izvodi Marko Dodig Paško.
Član je udruge "Likovnjaci Imotske krajine LIK".
Piše pjesme i romane. Objavio je knjige:
- U sjaju ukazanja (Imotski, 1996.), zbirka pjesama[1]
- Okovi navika (Split, 2000.), zbirka pjesama,[1] motiv sinove skulpture Okovi[2]
- Naivnost nevinosti (Split 2008.), roman[1]

Zajedno sa sinom Stipanom stvarao glazbenu kulisu za izložbu drugog dijela Preslojavanja.
Sudionik Pjesničkih večeri u Ujevićima.

## Vanjske poveznice
- Stranice Augustina Kujundžića[neaktivna poveznica]
- AgoArt